# Canton de Semur-en-Auxois
Le canton de Semur-en-Auxois est une circonscription électorale française située dans le département de la Côte-d'Or et la région Bourgogne-Franche-Comté. À la suite du redécoupage cantonal de 2014, les limites territoriales du canton sont remaniées. Le nombre de communes du canton passe de 29 à 89.

## Histoire
Un nouveau découpage territorial de la Côte-d'Or entre en vigueur à l'occasion des élections départementales de mars 2015, défini par le décret du 18 février 2014, en application des lois du 17 mai 2013 (loi organique 2013-402 et loi 2013-403). Les conseillers départementaux sont, à compter de ces élections, élus au scrutin majoritaire binominal mixte. Les électeurs de chaque canton élisent au Conseil départemental, nouvelle appellation du Conseil général, deux membres de sexe différent, qui se présentent en binôme de candidats. Les conseillers départementaux sont élus pour 6 ans au scrutin binominal majoritaire à deux tours, l'accès au second tour nécessitant 12,5 % des inscrits au 1er tour. En outre la totalité des conseillers départementaux est renouvelée. Ce nouveau mode de scrutin nécessite un redécoupage des cantons dont le nombre est divisé par deux avec arrondi à l'unité impaire supérieure si ce nombre n'est pas entier impair, assorti de conditions de seuils minimaux. Dans la Côte-d'Or, le nombre de cantons passe ainsi de 43 à 23. Le nombre de communes du canton de Semur-en-Auxois passe de 29 à 89. Le nouveau canton de Semur-en-Auxois est formé de communes des anciens cantons de Vitteaux, de Précy-sous-Thil, de Saulieu, de Semur-en-Auxois.

## Géographie
Ce canton est organisé autour de Semur-en-Auxois dans l'arrondissement de Montbard. Son altitude varie de 215 m (Toutry) à 477 m (Charigny) pour une altitude moyenne de 300 m.

## Représentation

### Conseillers généraux de 1833 à 2015
| Période | Période          | Identité                                                     | Étiquette     | Qualité |
| ------- | ---------------- | ------------------------------------------------------------ | ------------- | --- |
| 1833    | 1848             | Claude Marguerite Moreau                                     |               | Président du Tribunal de Semur-en-Auxois                                                                                  |
| 1848    | 1852             | François Jean-Marie Rémond                                   |               | Médecin à Semur-en-Auxois Membre du conseil de salubrité                                                                  |
| 1852    | 1858 (décès)     | Florent Joly de Saint-Florent (1777-1858)                    |               | Propriétaire, maire de Semur-en-Auxois (1841-1845), conseiller d'arrondissement                                           |
| 1858    | 1870             | Alfred Charles Ernest Franquet de Franqueville               |               | Directeur général des Ponts et Chaussées et des Chemins de Fer au Ministère des Travaux Publics Membre du Conseil d'État  |
| 1870    | 1871             | Charles Comte de Pechpeyrou Comminges de Guitaut (1815-1892) |               | Propriétaire du château d'Époisses                                                                                        |
| 1871    | 1877             | Jules Antoine Louet                                          | Républicain   | Avoué au Tribunal de Semur-en-Auxois                                                                                      |
| 1877    | 1882 (démission) | Cyr Jean-Baptiste Carré                                      | Républicain   | Docteur en médecine Maire d'Époisses                                                                                      |
| 1882    | 1913             | Anatole Philippot                                            | Républicain   | Avocat à Semur-en-Auxois, conseiller d'arrondissement                                                                     |
| 1913    | 1937 (décès)     | Gustave Gaveau                                               | Rad.          | Notaire Maire de Semur-en-Auxois, conseiller d'arrondissement                                                             |
| 1937    | 1940             | Gustave Bizot (1869-1949)                                    | Rad.          | Vétérinaire à Semur-en-Auxois                                                                                             |
|         |                  |                                                              |               | |
| 1943    | 1945             | Jean Patriat (1905-1999)                                     |               | Ingénieur agronome, agriculteur Maire de Corrombles Nommé conseiller départemental en 1942                                |
|         |                  |                                                              |               | |
| 1945    | 1988             | Robert Morlevat                                              | Rad. puis MRG | Directeur de caisse d'épargne Député (1962-1968) Maire de Semur-en-Auxois (1937-1989), ancien conseiller d'arrondissement |
| 1988    | 1994             | Jean-Marie Magnien                                           | RPR           | Biologiste Maire de Semur-en-Auxois (1989-1997)                                                                           |
| 1994    | 2001             | Michel Neugnot                                               | PS            | Directeur commercial puis cadre à EDF Conseiller régional Maire de Semur-en-Auxois (1997-2008)                            |
| 2001    | 2015             | Marc Patriat                                                 | RPR puis UMP  | Cultivateur Maire de Corrombles (1995-2020) Président de la communauté de communes du Sinémurien                          |

### Conseillers d'arrondissement (de 1833 à 1940)
Le canton de Semur avait deux conseillers d'arrondissement, sauf de 1928 à 1934.
Il faisait partie de l'arrondissement de Semur jusqu'à sa disparition en 1926.
| Période                                  | Période          | Identité                                                        | Étiquette          | Qualité |
| ---------------------------------------- | ---------------- | --------------------------------------------------------------- | ------------------ | --- |
| 1833                                     | 1836             | Louis Guéneau d'Aumont (1791-1868)                              |                    | Professeur de mathématiques à la Faculté des Sciences de Dijon Officier de la Garde nationale, propriétaire à Semur-en-Auxois                                     |
| 1833                                     | 1836             | Jules Rémond (1802-1873)                                        |                    | Avocat à Semur-en-Auxois |
| 1836                                     | 1845             | Laurent Guényot                                                 |                    | Adjoint au maire de Semur-en-Auxois |
| 1836                                     | 1852             | Florent Joly de Saint-Florent (1777-1858)                       |                    | Propriétaire à Semur-en-Auxois, maire (1819-1830 et 1841-1845) |
| 1845                                     | 1848             | Louis Armand Bruzard                                            |                    | Propriétaire à Semur-en-Auxois |
| 1848                                     | 1852             | M. Laignelet                                                    |                    | Docteur en médecine à Semur-en-Auxois |
| 1848                                     | 1852             | Joseph Philipot (1813-1878)                                     |                    | Banquier et négociant à Semur-en-Auxois |
| 1852                                     | 1870             | Louis Armand Bruzard                                            |                    | Propriétaire à Semur-en-Auxois |
| 1852                                     | 1871             | Comte Achille de Pechpeyrou de Comminges de Guitaut (1790-1879) |                    | Propriétaire du château, maire de Souhey, ministre plénipotentiaire, ancien brigadier de la compagnie de chevau-légers du Roi, ancien officier de la Garde royale |
| 1871                                     | 1875 (décès)     | François Belin-Malsallay                                        | Républicain        | Négociant en grains et boulanger, propriétaire à Semur-en-Auxois                                                                                                  |
| 1871                                     | 1877             | Jean-Baptiste Carré                                             |                    | Docteur en médecine à Époisses |
| 1875                                     | 1883             | François Vincent Verdot                                         | Républicain        | Instituteur, libraire, imprimeur, ancien Premier adjoint au maire de Semur-en-Auxois                                                                              |
| 1877                                     | 1882 (démission) | Anatole Phillipot                                               | Républicain        | Avocat, juge suppléant, conseiller municipal de Semur-en-Auxois                                                                                                   |
| août 1882                                | 1898             | Jean Chevalier                                                  | Républicain        | Ancien maire de Semur-en-Auxois (1876-1881), conseiller municipal                                                                                                 |
| 1883                                     | 1889             | Émile Morin                                                     | Républicain        | |
| 1889                                     | 1898             | Philippe Bouhey (1856-1899)                                     | Républicain        | Industriel en machines-outils à Montzeron, Toutry, propriétaire à Paris, maire de Vieux-Château                                                                   |
| 1898                                     | 1904             | Ferdinand Patriat                                               | Libéral            | Agriculteur, maire de Corrombles, Président de la Chambre d'agriculture de Côte-d'Or                                                                              |
| 1898                                     | 1904             | Charles Guénard                                                 | Républicain modéré | Avoué, maire de Semur-en-Auxois (1896-1904) |
| 1904                                     | 1909 (décès)     | Honoré Mercier (1854-1909)                                      | Républicain        | Maire de Corrombles |
| 1904                                     | 1913             | Gustave Gaveau                                                  | Radical            | Notaire à Semur-en-Auxois |
| mars 1909                                | 1922             | Pierre Pautras                                                  | Radical            | Instituteur, cultivateur, maire de Torcy-et-Pouligny |
| 1913                                     | 1937             | Gustave Bizot                                                   | Radical modéré     | Vétérinaire à Semur-en-Auxois |
| 1919                                     | 1928             | Théodore Brizard                                                |                    | Propriétaire à Forléans |
| 1934                                     | 1940             | Adrien Déchamps (1873-1967)                                     |                    | Entrepreneur de maçonnerie, maire d'Époisses (1925-1944) |
| 19 décembre 1937                         | 1940             | Robert Morlevat                                                 | Radical            | Maire de Semur-en-Auxois (1937-1989) |
| 1940                                     |                  |                                                                 |                    | Les conseils d'arrondissement ont été suspendus par la loi du 12 octobre 1940 et n'ont jamais été réactivés                                                       |
| Les données manquantes sont à compléter. |                  |                                                                 |                    | |

### Conseillers départementaux depuis 2015
| Période élective | Période élective | Mandat | Mandat   | Identité          | Nuance | Nuance | Qualité |
| ---------------- | ---------------- | ------ | -------- | ----------------- | ------ | ------ | --- |
| 2015             | 2021             | 2015   | 2021     | Martine Eap-Dupin |        | LR     | Pharmacienne retraitée Maire de Précy-sous-Thil Présidente de la Communauté de communes des Terres d'Auxois Ancienne conseillère générale du canton de Précy-sous-Thil 3ème Vice-Présidente du Conseil départemental |
| 2015             | 2021             | 2015   | 2021     | François Sauvadet |        | UDI    | Président du Conseil départemental de la Côte-d'Or conseiller régional de Bourgogne-Franche-Comté Ancien Député de la Côte-d'Or Ancien Ministre Ancien conseiller général du canton de Vitteaux                      |
| 2021             | 2028             | 2021   | en cours | Martine Eap-Dupin |        | LR     | Conseillère sortante, 3ème Vice-Présidente du conseil départemental |
| 2021             | 2028             | 2021   | en cours | François Sauvadet |        | UDI    | Conseiller sortant, Président du conseil départemental |

### Résultats détaillés

#### Élections de mars 2015
À l'issue du 1er tour des élections départementales de 2015, deux binômes sont en ballottage : Martine Eap-Dupin et François Sauvadet (Union de la Droite, 46,05 %) et Bernard Bonoron et Aurélie Clerc (FN, 23,24 %). Le taux de participation est de 57,99 % (9 678 votants sur 16 688 inscrits) contre 53,86 % au niveau départemental et 50,17 % au niveau national.
Au second tour, Martine Eap-Dupin et François Sauvadet (Union de la Droite) sont élus avec 69,66 % des suffrages exprimés et un taux de participation de 56,43 % (5 590 voix pour 9 403 votants et 16 662 inscrits).

#### Élections de juin 2021
Le premier tour des élections départementales de 2021 est marqué par un très faible taux de participation (33,26 % au niveau national). Dans le canton de Semur-en-Auxois, ce taux de participation est de 43,24 % (7 102 votants sur 16 425 inscrits) contre 36,24 % au niveau départemental. À l'issue de ce premier tour, le binôme constitué de Martine Eap-Dupin et François Sauvadet (LR, 61,14 %), est élu avec 61,14 % des suffrages exprimés.
Le second tour des élections est marqué une nouvelle fois par une abstention massive équivalente au premier tour. Les taux de participation sont de 34,3 % au niveau national, 37,05 % dans le département et 43,24 % dans le canton de Semur-en-Auxois. Martine Eap-Dupin et François Sauvadet (LR) sont élus avec 61,14 % des suffrages exprimés (4 134 voix pour 7 102 votants et 16 425 inscrits),,. 

## Composition

### Composition avant 2015
Le canton de Semur-en-Auxois regroupait 29 communes.
| Nom                         | Code Insee | Codepostal | Superficie (km2) | Population (dernière pop. légale) | Densité (hab./km2) |
| --------------------------- | ---------- | ---------- | ---------------- | --------------------------------- | ------------------ |
| Semur-en-Auxois (chef-lieu) | 21603      | 21140      | 19,14            | 4 138 (2012)                      | 216                |
| Bard-lès-Époisses           | 21047      | 21460      | 3,54             | 53 (2012)                         | 15                 |
| Charigny                    | 21145      | 21140      | 3,07             | 37 (2012)                         | 12                 |
| Chassey                     | 21151      | 21150      | 6,65             | 88 (2012)                         | 13                 |
| Corrombles                  | 21198      | 21460      | 11,46            | 242 (2012)                        | 21                 |
| Corsaint                    | 21199      | 21460      | 20,37            | 150 (2012)                        | 7,4                |
| Courcelles-Frémoy           | 21203      | 21460      | 11,47            | 135 (2012)                        | 12                 |
| Courcelles-lès-Semur        | 21205      | 21140      | 12,03            | 239 (2012)                        | 20                 |
| Époisses                    | 21247      | 21460      | 21,72            | 771 (2012)                        | 35                 |
| Flée                        | 21272      | 21140      | 11,74            | 166 (2012)                        | 14                 |
| Forléans                    | 21282      | 21460      | 7,10             | 107 (2012)                        | 15                 |
| Genay                       | 21291      | 21140      | 13,82            | 348 (2012)                        | 25                 |
| Jeux-lès-Bard               | 21324      | 21460      | 3,25             | 52 (2012)                         | 16                 |
| Juilly                      | 21329      | 21140      | 4,46             | 37 (2012)                         | 8,3                |
| Lantilly                    | 21341      | 21140      | 9,26             | 105 (2012)                        | 11                 |
| Magny-la-Ville              | 21365      | 21140      | 3,69             | 74 (2012)                         | 20                 |
| Massingy-lès-Semur          | 21394      | 21140      | 8,43             | 184 (2012)                        | 22                 |
| Millery                     | 21413      | 21140      | 20,86            | 372 (2012)                        | 18                 |
| Montberthault               | 21426      | 21460      | 12,12            | 238 (2012)                        | 20                 |
| Montigny-sur-Armançon       | 21431      | 21140      | 8,12             | 146 (2012)                        | 18                 |
| Pont-et-Massène             | 21497      | 21140      | 6,11             | 204 (2012)                        | 33                 |
| Saint-Euphrône              | 21547      | 21140      | 11,04            | 200 (2012)                        | 18                 |
| Souhey                      | 21612      | 21140      | 2,77             | 94 (2012)                         | 34                 |
| Torcy-et-Pouligny           | 21640      | 21460      | 10,31            | 187 (2012)                        | 18                 |
| Toutry                      | 21642      | 21460      | 6,42             | 456 (2012)                        | 71                 |
| Vic-de-Chassenay            | 21676      | 21140      | 26,47            | 228 (2012)                        | 8,6                |
| Vieux-Château               | 21681      | 21460      | 6,47             | 91 (2012)                         | 14                 |
| Villars-et-Villenotte       | 21689      | 21140      | 7,52             | 162 (2012)                        | 22                 |
| Villeneuve-sous-Charigny    | 21696      | 21140      | 3,24             | 90 (2012)                         | 28                 |

### Composition depuis 2015
Le nouveau canton de Semur-en-Auxois comprenait 89 communes entières à sa création.
À la suite de la création de la commune nouvelle Le Val-Larrey le 1er janvier 2019, le nombre de communes du canton descend à 88.
| Nom                                     | Code Insee | Intercommunalité       | Superficie (km2) | Population (dernière pop. légale) | Densité (hab./km2) | Modifier                                    |
| --------------------------------------- | ---------- | ---------------------- | ---------------- | --------------------------------- | ------------------ | ------------------------------------------- |
| Semur-en-Auxois (bureau centralisateur) | 21603      | CC des Terres d'Auxois | 19,14            | 4 027 (2022)                      | 210                | modifier les données · modifier les données |
| Aisy-sous-Thil                          | 21007      | CC des Terres d'Auxois | 8,30             | 203 (2022)                        | 24                 | modifier les données · modifier les données |
| Arnay-sous-Vitteaux                     | 21024      | CC des Terres d'Auxois | 12,14            | 112 (2022)                        | 9,2                | modifier les données · modifier les données |
| Avosnes                                 | 21040      | CC des Terres d'Auxois | 11,54            | 88 (2022)                         | 7,6                | modifier les données · modifier les données |
| Bard-lès-Époisses                       | 21047      | CC des Terres d'Auxois | 3,54             | 72 (2022)                         | 20                 | modifier les données · modifier les données |
| Beurizot                                | 21069      | CC des Terres d'Auxois | 14,50            | 112 (2022)                        | 7,7                | modifier les données · modifier les données |
| Boussey                                 | 21097      | CC des Terres d'Auxois | 5,57             | 34 (2022)                         | 6,1                | modifier les données · modifier les données |
| Brain                                   | 21100      | CC des Terres d'Auxois | 4,13             | 35 (2022)                         | 8,5                | modifier les données · modifier les données |
| Braux                                   | 21101      | CC des Terres d'Auxois | 12,84            | 175 (2022)                        | 14                 | modifier les données · modifier les données |
| Brianny                                 | 21108      | CC des Terres d'Auxois | 7,53             | 105 (2022)                        | 14                 | modifier les données · modifier les données |
| Champeau-en-Morvan                      | 21139      | CC de Saulieu-Morvan   | 33,95            | 223 (2022)                        | 6,6                | modifier les données · modifier les données |
| Champrenault                            | 21141      | CC des Terres d'Auxois | 4,18             | 37 (2022)                         | 8,9                | modifier les données · modifier les données |
| Charigny                                | 21145      | CC des Terres d'Auxois | 3,07             | 36 (2022)                         | 12                 | modifier les données · modifier les données |
| Charny                                  | 21147      | CC des Terres d'Auxois | 7,80             | 34 (2022)                         | 4,4                | modifier les données · modifier les données |
| Chassey                                 | 21151      | CC des Terres d'Auxois | 6,65             | 92 (2022)                         | 14                 | modifier les données · modifier les données |
| Chevannay                               | 21168      | CC des Terres d'Auxois | 7,16             | 35 (2022)                         | 4,9                | modifier les données · modifier les données |
| Clamerey                                | 21177      | CC des Terres d'Auxois | 12,08            | 181 (2022)                        | 15                 | modifier les données · modifier les données |
| Corrombles                              | 21198      | CC des Terres d'Auxois | 11,46            | 242 (2022)                        | 21                 | modifier les données · modifier les données |
| Corsaint                                | 21199      | CC des Terres d'Auxois | 20,37            | 131 (2022)                        | 6,4                | modifier les données · modifier les données |
| Courcelles-Frémoy                       | 21203      | CC des Terres d'Auxois | 11,47            | 148 (2022)                        | 13                 | modifier les données · modifier les données |
| Courcelles-lès-Semur                    | 21205      | CC des Terres d'Auxois | 12,03            | 228 (2022)                        | 19                 | modifier les données · modifier les données |
| Dampierre-en-Montagne                   | 21224      | CC des Terres d'Auxois | 10,36            | 61 (2022)                         | 5,9                | modifier les données · modifier les données |
| Dompierre-en-Morvan                     | 21232      | CC des Terres d'Auxois | 15,01            | 200 (2022)                        | 13                 | modifier les données · modifier les données |
| Époisses                                | 21247      | CC des Terres d'Auxois | 21,72            | 724 (2022)                        | 33                 | modifier les données · modifier les données |
| Fontangy                                | 21280      | CC des Terres d'Auxois | 17,61            | 157 (2022)                        | 8,9                | modifier les données · modifier les données |
| Forléans                                | 21282      | CC des Terres d'Auxois | 7,10             | 112 (2022)                        | 16                 | modifier les données · modifier les données |
| Genay                                   | 21291      | CC des Terres d'Auxois | 13,82            | 382 (2022)                        | 28                 | modifier les données · modifier les données |
| Gissey-le-Vieil                         | 21298      | CC des Terres d'Auxois | 8,38             | 104 (2022)                        | 12                 | modifier les données · modifier les données |
| Jeux-lès-Bard                           | 21324      | CC des Terres d'Auxois | 3,25             | 53 (2022)                         | 16                 | modifier les données · modifier les données |
| Juillenay                               | 21328      | CC des Terres d'Auxois | 5,53             | 52 (2022)                         | 9,4                | modifier les données · modifier les données |
| Juilly                                  | 21329      | CC des Terres d'Auxois | 4,46             | 41 (2022)                         | 9,2                | modifier les données · modifier les données |
| Lacour-d'Arcenay                        | 21335      | CC des Terres d'Auxois | 20,24            | 108 (2022)                        | 5,3                | modifier les données · modifier les données |
| Lantilly                                | 21341      | CC des Terres d'Auxois | 9,26             | 99 (2022)                         | 11                 | modifier les données · modifier les données |
| Magny-la-Ville                          | 21365      | CC des Terres d'Auxois | 3,69             | 74 (2022)                         | 20                 | modifier les données · modifier les données |
| Marcellois                              | 21377      | CC des Terres d'Auxois | 3,66             | 45 (2022)                         | 12                 | modifier les données · modifier les données |
| Marcigny-sous-Thil                      | 21380      | CC des Terres d'Auxois | 4,97             | 55 (2022)                         | 11                 | modifier les données · modifier les données |
| Marcilly-et-Dracy                       | 21381      | CC des Terres d'Auxois | 8,65             | 86 (2022)                         | 9,9                | modifier les données · modifier les données |
| Massingy-lès-Semur                      | 21394      | CC des Terres d'Auxois | 8,43             | 152 (2022)                        | 18                 | modifier les données · modifier les données |
| Massingy-lès-Vitteaux                   | 21395      | CC des Terres d'Auxois | 9,27             | 92 (2022)                         | 9,9                | modifier les données · modifier les données |
| Millery                                 | 21413      | CC des Terres d'Auxois | 20,86            | 417 (2022)                        | 20                 | modifier les données · modifier les données |
| Missery                                 | 21417      | CC des Terres d'Auxois | 9,66             | 105 (2022)                        | 11                 | modifier les données · modifier les données |
| Molphey                                 | 21422      | CC de Saulieu-Morvan   | 7,58             | 130 (2022)                        | 17                 | modifier les données · modifier les données |
| Montberthault                           | 21426      | CC des Terres d'Auxois | 12,12            | 217 (2022)                        | 18                 | modifier les données · modifier les données |
| Montigny-Saint-Barthélemy               | 21430      | CC des Terres d'Auxois | 6,20             | 82 (2022)                         | 13                 | modifier les données · modifier les données |
| Montigny-sur-Armançon                   | 21431      | CC des Terres d'Auxois | 8,12             | 157 (2022)                        | 19                 | modifier les données · modifier les données |
| Montlay-en-Auxois                       | 21434      | CC des Terres d'Auxois | 17,36            | 195 (2022)                        | 11                 | modifier les données · modifier les données |
| La Motte-Ternant                        | 21445      | CC de Saulieu-Morvan   | 21,32            | 150 (2022)                        | 7,0                | modifier les données · modifier les données |
| Nan-sous-Thil                           | 21449      | CC des Terres d'Auxois | 10,99            | 169 (2022)                        | 15                 | modifier les données · modifier les données |
| Noidan                                  | 21457      | CC des Terres d'Auxois | 7,87             | 87 (2022)                         | 11                 | modifier les données · modifier les données |
| Normier                                 | 21463      | CC des Terres d'Auxois | 5,10             | 64 (2022)                         | 13                 | modifier les données · modifier les données |
| Pont-et-Massène                         | 21497      | CC des Terres d'Auxois | 6,11             | 182 (2022)                        | 30                 | modifier les données · modifier les données |
| Posanges                                | 21498      | CC des Terres d'Auxois | 5,80             | 50 (2022)                         | 8,6                | modifier les données · modifier les données |
| Précy-sous-Thil                         | 21505      | CC des Terres d'Auxois | 8,63             | 716 (2022)                        | 83                 | modifier les données · modifier les données |
| La Roche-en-Brenil                      | 21525      | CC de Saulieu-Morvan   | 50,85            | 909 (2022)                        | 18                 | modifier les données · modifier les données |
| Roilly                                  | 21529      | CC des Terres d'Auxois | 4,51             | 52 (2022)                         | 12                 | modifier les données · modifier les données |
| Rouvray                                 | 21531      | CC de Saulieu-Morvan   | 9,48             | 503 (2022)                        | 53                 | modifier les données · modifier les données |
| Saffres                                 | 21537      | CC des Terres d'Auxois | 12,43            | 120 (2022)                        | 9,7                | modifier les données · modifier les données |
| Saint-Andeux                            | 21538      | CC de Saulieu-Morvan   | 11,84            | 118 (2022)                        | 10,0               | modifier les données · modifier les données |
| Saint-Didier                            | 21546      | CC de Saulieu-Morvan   | 21,14            | 199 (2022)                        | 9,4                | modifier les données · modifier les données |
| Saint-Euphrône                          | 21547      | CC des Terres d'Auxois | 11,04            | 223 (2022)                        | 20                 | modifier les données · modifier les données |
| Saint-Germain-de-Modéon                 | 21548      | CC de Saulieu-Morvan   | 16,31            | 174 (2022)                        | 11                 | modifier les données · modifier les données |
| Saint-Hélier                            | 21552      | CC des Terres d'Auxois | 3,93             | 36 (2022)                         | 9,2                | modifier les données · modifier les données |
| Saint-Mesmin                            | 21563      | CC des Terres d'Auxois | 17,62            | 111 (2022)                        | 6,3                | modifier les données · modifier les données |
| Saint-Thibault                          | 21576      | CC des Terres d'Auxois | 12,35            | 155 (2022)                        | 13                 | modifier les données · modifier les données |
| Sainte-Colombe-en-Auxois                | 21544      | CC des Terres d'Auxois | 6,29             | 52 (2022)                         | 8,3                | modifier les données · modifier les données |
| Saulieu                                 | 21584      | CC de Saulieu-Morvan   | 32,03            | 2 269 (2022)                      | 71                 | modifier les données · modifier les données |
| Sincey-lès-Rouvray                      | 21608      | CC de Saulieu-Morvan   | 8,73             | 103 (2022)                        | 12                 | modifier les données · modifier les données |
| Souhey                                  | 21612      | CC des Terres d'Auxois | 2,77             | 83 (2022)                         | 30                 | modifier les données · modifier les données |
| Soussey-sur-Brionne                     | 21613      | CC des Terres d'Auxois | 14,61            | 158 (2022)                        | 11                 | modifier les données · modifier les données |
| Thoisy-la-Berchère                      | 21629      | CC de Saulieu-Morvan   | 34,74            | 305 (2022)                        | 8,8                | modifier les données · modifier les données |
| Thorey-sous-Charny                      | 21633      | CC des Terres d'Auxois | 11,54            | 193 (2022)                        | 17                 | modifier les données · modifier les données |
| Thoste                                  | 21635      | CC des Terres d'Auxois | 10,84            | 101 (2022)                        | 9,3                | modifier les données · modifier les données |
| Torcy-et-Pouligny                       | 21640      | CC des Terres d'Auxois | 10,31            | 207 (2022)                        | 20                 | modifier les données · modifier les données |
| Toutry                                  | 21642      | CC des Terres d'Auxois | 6,42             | 408 (2022)                        | 64                 | modifier les données · modifier les données |
| Uncey-le-Franc                          | 21649      | CC des Terres d'Auxois | 9,52             | 49 (2022)                         | 5,1                | modifier les données · modifier les données |
| Le Val-Larrey                           | 21272      | CC des Terres d'Auxois | 20,02            | 272 (2022)                        | 14                 | modifier les données · modifier les données |
| Velogny                                 | 21662      | CC des Terres d'Auxois | 4,03             | 33 (2022)                         | 8,2                | modifier les données · modifier les données |
| Vesvres                                 | 21672      | CC des Terres d'Auxois | 4,15             | 29 (2022)                         | 7,0                | modifier les données · modifier les données |
| Vic-de-Chassenay                        | 21676      | CC des Terres d'Auxois | 26,47            | 209 (2022)                        | 7,9                | modifier les données · modifier les données |
| Vic-sous-Thil                           | 21678      | CC des Terres d'Auxois | 21,34            | 186 (2022)                        | 8,7                | modifier les données · modifier les données |
| Vieux-Château                           | 21681      | CC des Terres d'Auxois | 6,47             | 100 (2022)                        | 15                 | modifier les données · modifier les données |
| Villargoix                              | 21687      | CC de Saulieu-Morvan   | 17,45            | 144 (2022)                        | 8,3                | modifier les données · modifier les données |
| Villars-et-Villenotte                   | 21689      | CC des Terres d'Auxois | 7,52             | 168 (2022)                        | 22                 | modifier les données · modifier les données |
| Villeberny                              | 21690      | CC des Terres d'Auxois | 12,90            | 99 (2022)                         | 7,7                | modifier les données · modifier les données |
| Villeferry                              | 21694      | CC des Terres d'Auxois | 3,30             | 23 (2022)                         | 7,0                | modifier les données · modifier les données |
| Villeneuve-sous-Charigny                | 21696      | CC des Terres d'Auxois | 3,24             | 87 (2022)                         | 27                 | modifier les données · modifier les données |
| Villy-en-Auxois                         | 21707      | CC des Terres d'Auxois | 16,17            | 227 (2022)                        | 14                 | modifier les données · modifier les données |
| Vitteaux                                | 21710      | CC des Terres d'Auxois | 20,70            | 1 056 (2022)                      | 51                 | modifier les données · modifier les données |
| Canton de Semur-en-Auxois               | 2122       |                        | 1 035,64         | 20 829 (2022)                     | 20                 | modifier les données                        |

## Démographie

### Démographie avant 2015
| 1962  | 1968  | 1975  | 1982  | 1990  | 1999  | 2006  | 2011  | 2012  |
| ----- | ----- | ----- | ----- | ----- | ----- | ----- | ----- | ----- |
| 8 265 | 8 620 | 8 855 | 9 182 | 9 418 | 9 292 | 9 429 | 9 408 | 9 394 |

### Démographie depuis 2015
En 2022, le canton comptait 20 829 habitants, en évolution de −2,27 % par rapport à 2016 (Côte-d'Or : +0,82 %, France hors Mayotte : +2,11 %).
| 2013   | 2018   | 2022   |
| ------ | ------ | ------ |
| 21 533 | 21 116 | 20 829 |